# Die Straße der verlorenen Seelen
Die Straße der verlorenen Seelen (Originaltitel The Woman He Scorned) ist ein britisches Filmdrama aus dem Jahr 1929 von Paul Czinner mit Pola Negri in der Hauptrolle.

## Handlung
Handlungsort ist ein kleiner Küstenort. Der englische Leuchtturmwärter John rettet Louise, die von allen nur „Lou“ genannt wird, aus einer Schlägerei mit ihrem Lover und Zuhälter Maxim, einem verkommenen Glücksspieler. Lou arbeitet als Animiermädchen in einer französischen Hafenspelunke. Nach Johns Heldentat will sie ihm aus Dankbarkeit folgen, doch John rudert zunächst allein zu seinem Leuchtturm zurück. Dabei gerät er in einen schweren Sturm und erleidet Schiffbruch. In seiner Not verspricht John, Lou zu heiraten, sollte Gott ihn vor dem Seemannstod retten. Tatsächlich überlebt er. Und so ehelicht John das „gefallene“ Mädchen, obwohl er Louise weiterhin aufgrund ihrer Vergangenheit und dem damit verbundenen Lebenswandel verachtet. Lou, die gewöhnliche Hafenbardirne, gibt sich größte Mühe, John zuliebe eine junge Dame mit guten Manieren und einwandfreiem Benehmen zu werden.
John beginnt, Lou zu lieben, denn er muss ihre Bemühungen anerkennen, den Makel ihrer Herkunft wett zu machen und ihm eine gute Ehefrau zu werden. Eines Tages kehrt die Vergangenheit Lous in Gestalt Maxims zurück. Maxim, zwischenzeitlich zum Mörder geworden, führt nichts Gutes im Schilde. Vielmehr versucht er, Lou zu erpressen, und zwingt sie, ihm Unterschlupf für die kommende Nacht zu gewähren. Im Leuchtturm treffen die beiden Männer aufeinander, und es kommt zu einer scharfen Auseinandersetzung, bei der die Fäuste fliegen. Einer unbedachten Bemerkung Johns entnimmt Louise, dass John sie in Wahrheit noch immer zu verachten scheint. Lou entschließt sich daraufhin, diesen Ort fluchtartig zu verlassen. Maxim flieht ebenfalls, verfolgt von einem Polizisten. Auf seiner Flucht stürzt Maxim von einer Klippe in den Tod. Lou erkennt die Aussichtslosigkeit ihrer Existenz, rudert mit dem Boot auf die hohe See und wirft die Ruder über Bord. Ein Sturm zieht auf und bringt das Boot zum Kentern. Dabei findet Lou den von ihr gesuchten Tod.

## Hintergründe und Produktionsnotizen
Die Straße der verlorenen Seelen ist ein typisches Beispiel für den deutschen Einfluss auf die in der Umbruchsphase vom Stumm- zum Tonfilm künstlerisch daniederliegenden britischen Filmindustrie. Die Verpflichtung nicht-britischer Kräfte wurde zum Jahresende 1927 durch den Cinematograph Films Act 1927 der britischen Regierung erleichtert. Dadurch konnten in den folgenden Jahren eine Fülle von deutschen Künstlern in London arbeiten und dem britischen Kino neue Impulse verschaffen. Zu ihnen zählen von Jahresbeginn 1928 bis zu Hitlers Machtantritt 1933 E. A. Dupont, Henrik Galeen, Arthur Robison, Paul Czinner (alle Regie), Werner Brandes, Theodor Sparkuhl, Adolf Schlasy, Günther Krampf (alle Kamera), O. F. Werndorff, Alfred Junge (alle Filmbauten). Nur wenige dieser Filmkünstler blieben für längere Zeit. Unter den nach London geholten Schauspielen konnte sich vor 1933 lediglich Conrad Veidt (Rom-Expreß) beim britischen Film durchsetzen.
Die Straße der verlorenen Seelen wurde im Frühjahr 1929, unmittelbar nach dem Ende der Dreharbeiten von Fräulein Else gedreht. Die Studioaufnahmen entstanden in den Elstree Studios, Borehamwood, Hertfordshire. Außendrehort war der kleine Ort Mevagissey, Cornwall, im äußerten Südwesten Englands. Wie zu dieser Zeit üblich wurde von diesem Stummfilm auch eine vertonte Fassung hergestellt. Sie hieß The Way of Lost Souls und kam am 1. Mai 1930 in Londoner Kinos.
Die Straße der verlorenen Seelen erlebte seine britische Uraufführung im Mai 1929 in London und am 28. Oktober 1929 seine deutsche Erstaufführung in Berlins Capitol. Ein Programmheft erschien mit dem Illustrierten Film-Kurier Nr. 1276. Herbert Selpin diente Czinner als dessen Regieassistent.
Eine 89-minütige DVD-Fassung wurde im Oktober 2002 herausgebracht.

## Kritiken
Georg Herzberg schrieb im Film-Kurier: „Die Regie bringt das Leben in einem englischen Fischerdorf nahe. […] Unterstützt durch eine großartige Photographie, läßt uns Czinner das Meer fühlen. Wie es den Küstensand wie Asphalt poliert, wie es mit weißer Gischt gegen Hafenmauern peitscht. Sehr schön die Segelfahrt mit den verfolgenden Mövenschwärmen, nicht ganz bis ins letzte entwickelt der Schiffbruch. Czinner hat den Mut, seine Zuschauer denken zu lassen.“

The Woman He Scorned proved to be such a mixed-up disaster that it would be two years before Pola Negri stepped before the cameras again.

„The Woman He Scorned erwies sich als ein derart verworrenes Desaster, dass zwei Jahre vergingen, ehe Pola Negri erneut vor die Kamera trat.“

## Weiterführende Informationen
Literatur
- Hans-Michael Bock, Wolfgang Jacobsen, Jörg Schöning (Hrsg.): London Calling. Deutsche im britischen Film der Dreißiger Jahre. Ein CineGraph Buch. edition text + kritik, München 1993, S. 151f.

Weblinks
- Die Straße der verlorenen Seelen bei IMDb
- The Woman He Scorned (Memento vom 27. Mai 2016 im Internet Archive) auf polanegri.com (englisch)

Belege
1. ↑  Film-Kurier, 29. Oktober 1929.
2. ↑  Hal Erickson: Die Straße der verlorenen Seelen (Memento vom 12. Juli 2021 im Internet Archive) bei AllMovie (englisch, Wertung )